# Joost van Bronckhorst-Bleiswijk

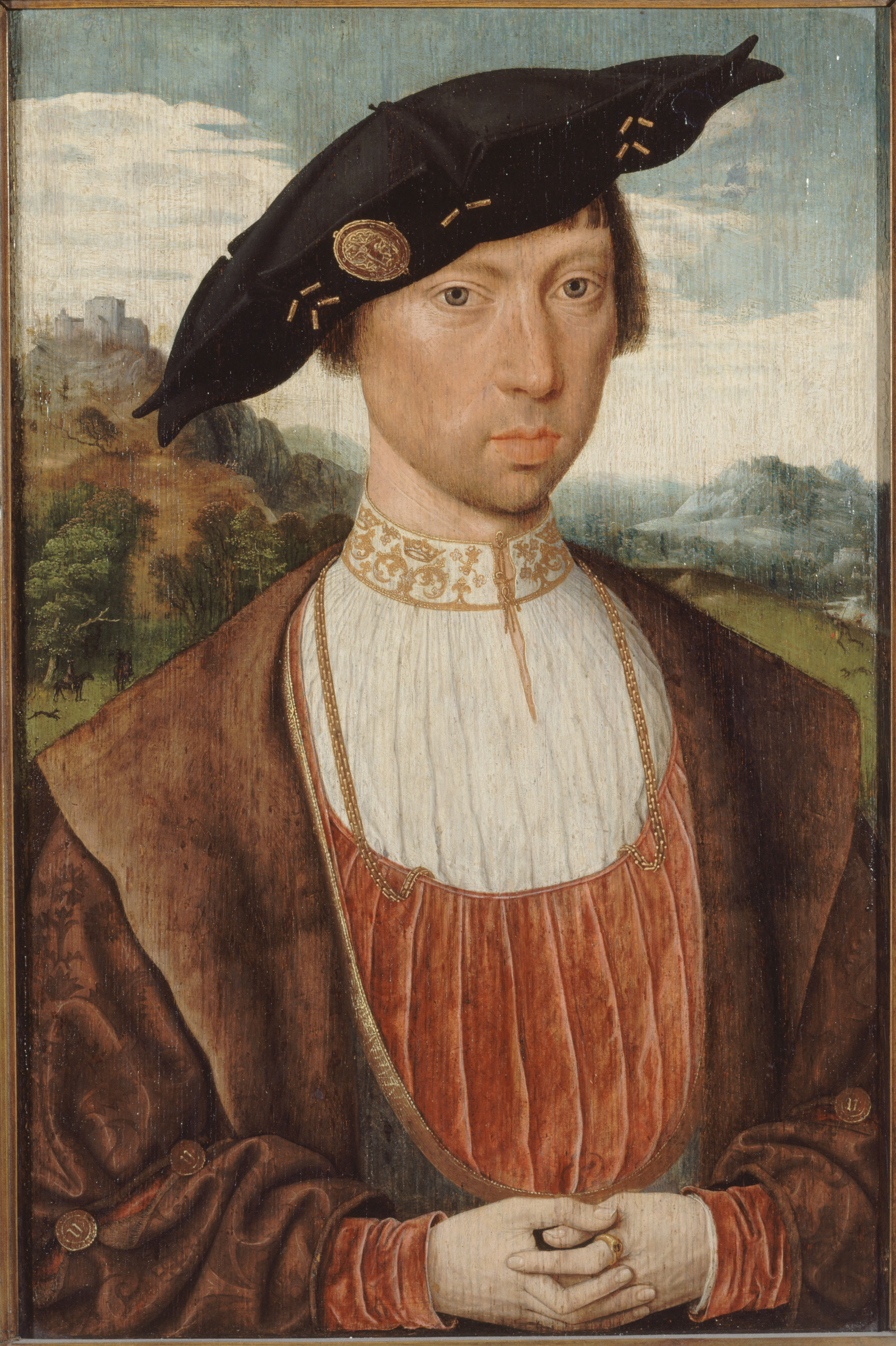
Joost van Bronckhorst (ca. 1520) door Jan Mostaert.

Joost van Bronckhorst (overleden 16 december 1563), ridder, was schout van Haarlem (vermeld 1519-1521), kastelein van Oostvoorne (vermeld 1527) en baljuw van Kennemerland (vermeld 1538-1549). In  1558 werd hij heer van Bleiswijk. Joost kocht de goederen en de heerlijkheid van Bleiswijk op 28 december 1558 van de Rekenkamer van Holland. Hij was rekenmeester in Den Haag en woonde in 1574 in Den Briel.

## Huwelijk en kinderen
Hij was een zoon van Willem van Bronckhorst en Ewoud Laurensdochter en trouwde in 1512 met Ida Ruychrocks, dochter van Willem Ruijgrock ridder en heer van de Werve en had met haar 6 kinderen:
- Willem van Bronckhorst, was deken van Oostvoorne bij Den Briel.
- Gijsbert van Bronckhorst, trouwde 1. met Adriana van Duivenvoorde (circa 1537-1557), dochter van Jan van Duivenvoorde tot Warmond en Maria van Mathenesse, en 2. met Emerentia van Woerden van Vliet, dochter van Hubert van Woerden van Vliet en Anna van Nijevelt. Kinderloos overleden. Gijbert erfde de heerlijkheid Bleiswijk op 15 april 1564 bij dode van zijn vader heer Joost van Bronchorst, ridder, heer van Bleyswijck[3]
- Nicolaas van Bronckhorst, was eerst kanunnik te Oostvoorne. Hij erfde de heerlijkheid Bleiswijk op 8 maart 1566 van zijn broer Gijsbert.[4][5].
- Maria van Bronckhorst, trouwde met Cornelis van Dorp en had twee kinderen.
- Elisabeth van Bronckhorst (overleden 1592), trouwde met Willem II van Beieren-Schagen heer van Schagen (overleden 1548)[6]. Elisabeth en Willem hadden 3 kinderen, o.a.:
  1. Wilhelmina van Beieren-Schagen, trouwde (1) met Nicolaas II van Bronckhorst, trouwde (2) Filips van der Meer, zoon van Wouter van der Meer en Catharina van Nassau.
  2. Jan III van Beieren-Schagen, trouwde met Anna van Assendelft
- Laurens van Bronckhorst, ridder, heer van Bleiswijk en van Werkendam

Joost was een broer van Andries van Bronckhorst.